# Naturschutzgebiet Marienfelsen
Koordinaten: 51° 20′ 56″ N, 8° 19′ 57,6″ O
Das Naturschutzgebiet Marienfelsen mit einer Flächengröße von 3,24 ha liegt südwestlich Wehrstapel im Stadtgebiet von Meschede im Hochsauerlandkreis. Es wurde 2020 vom Kreistag des Hochsauerlandkreises mit dem Landschaftsplan Meschede als Naturschutzgebiet (NSG) ausgewiesen. Von 1994 bis 2020 gehörte die heutige NSG-Fläche zum Landschaftsschutzgebiet Meschede. Das NSG ist heute umgeben vom Landschaftsschutzgebiet Meschede.

## Gebietsbeschreibung
Der Marienfelsen ist ein Diabastufffelsen an der Nordflanke des Krähenberges. Der Felsen ist an der Nordseite bis zu 15 m hoch. Am Fuß des Felsens im Borden liegt Blockschutt. Der Blockschutt weist Charakterarten der heimischen Schluchtwaldgesellschaft auf, wie die Mondviole. Hier gibt Eschen-Ahorn-Vorkommen mit einzelnen Linden und Ulmen. Diese Schluchtwald-Anklänge finden sich teilweise auch im Ostteil des NSG. so dass dieser Bereich unter den gesetzlichen Biotopschutz fällt. Auf und an den Klippen selbst wachsen neben der standorttypischen Felsvegetation der niederen Pflanzen einige bizarr gewachsene Einzelbäume. Im Westen des NSG gehen die naturnahen Waldbestände in Fichtenreinbestände über, die das ökologische Potenzial des Diabasstandorts unterdrücken. Der Landschaftsplan schreibt die Herausnahme des Marienfelsen- und Blockschuttbereichs aus der forstlichen Bewirtschaftung vor.

## Schutzzweck
Zum Schutzzweck des NSG führt der Landschaftsplan auf: „Schutz eines vielfältigen Biotopmosaiks aus Klippen, Blockschutt und flachgründigen Bereichen mit entsprechende ausdifferenzierten Lebensgemeinschaften; Sicherung dieser Gesamtsituation für eine ökologische Optimierung des Gebietes; Schutz der besonderen Eigenart dieses Bereichs auch im Interesse der landschaftlichen Vielfalt im Nahbereich der Siedlungsachse im Ruhrtal sowie aus landeskundlichen Gründen gem. Stellungnahme des Geologischen Dienstes.“

## Entwicklungsmaßnahme
Laut Festsetzung im Landschaftsplan soll in der Gebietsmitte der Wald der natürlichen Entwicklung überlassen werden. In einer Teilfläche am Westrand des NSG ist weiterhin Nadelholzanbau mit einem Anteil von maximal 20 % zulässig. Diese forstlichen Festsetzung sind in der Festsetzungskarte abgegrenzt.